# 議政府軽電鉄
議政府軽電鉄（ウィジョンブけいでんてつ、의정부 경전철、Uijeongbu Light Rail Transit）は、大韓民国京畿道議政府市にある鉢谷駅と同市の塔石駅までを結ぶ自動案内軌条式旅客輸送システム（AGT）路線である。愛称は「U Line」。
厳密には塔石駅の先の車両基地臨時乗降場まで旅客営業が行われているが、臨時駅扱いのため正式には塔石駅までの路線であるとされている。
路線運営は議政府軽電鉄株式会社となっていたが、経営難により2017年5月26日に破産宣告を受け、議政府市による暫定管理の後、2019年5月1日より宇進産電子会社の宇進メトロが運営を担っている。なお、列車運行等の業務は開業前の試運転時から仁川交通公社に委託されていた。
開業当初、首都圏電鉄の統合運賃の対象外路線となっていたが、2014年12月6日より対象路線となった。ただし、他路線との乗り換え時は首都圏統合運賃に加算運賃（大人300ウォン）が適用される。

## 概要
- 路線距離:11.076km
- 駅数:15（臨時乗降場を含めると16駅）
- 自動案内軌条式旅客輸送システム方式：VAL[2]
- 軌間:1620mm

## 車両
- 議政府軽電鉄VAL208型電車
  - 製作者 シーメンス
  - 運行方式 無人自動運転
  - 編成 2両1編成
  - 規格 全長(26.14m),全幅(2.08m),全高(3.7m)

## 沿革
- 2007年
  - 8月28日 - 起工式典
  - 10月15日 - 起工[3]。
- 2012年6月29日 - 鉢谷駅～塔石駅間が仮開業。2日間のみ運賃を無料とした。
- 2012年7月1日 - 鉢谷駅～塔石駅間が本開業
- 2014年12月6日 - 首都圏統合運賃への編入と他路線との乗継割引を適用
- 2017年
  - 1月3日 - 累積赤字が2,000億ウォンに達したため、運営者の「議政府軽電鉄(株)」出資企業に対し、債権団が「事業途中解約権」を行使、近日破産手続きに入ると発表した。ただし、次の運営事業者が決定されるまでは運行を継続する見通しであるとされた[4]。
  - 8月30日 - 議政府軽電鉄社、仁川交通公社と暫定的に管理運営契約締結[5]。事業者交代は同年10月1日から1年間[6]。
- 2018年
  - 7月 - 仁川交通公社が暫定的に運営している軽電鉄の新運営権公募で新韓BNPパリバ資産運用と牛耳新設軽電鉄運営社のコンソーシアムが最優先交渉権を獲得。契約締結がなされると、2042年6月までの運営を担当することになる[7]。
  - 11月 - 新韓BNPパリバ連合を選定、協約締結[8]。
- 2019年5月1日 - 牛耳新設軽電鉄運営社の親会社である宇進産電が設立した「宇進メトロ」社が新たな運営事業者となる[9]。受託期間は2042年6月までの23.5年間[8]。
- 2021年10月30日 - 塔石駅～車両基地臨時乗降場間が旅客営業を開始[10]。
- 2024年9月6日 - 脱線事故により全線運休[11]。

### 議政府軽電鉄株式会社
議政府軽電鉄株式会社（의정부경전철주식회사、Uijeongbu LRT Co., Ltd.）はGS建設などが設立した建設・運営事業事業者。
- 2005年10月6日 - 設立[12]。
- 2017年
  - 1月11日 - 破産申請[13]
  - 5月26日 - 破産宣告[14]

## 駅一覧
- 各駅の案内では、軽電鉄議政府駅を「議政府駅」、議政府市庁駅を「市庁駅」、議政府中央駅を「中央駅」と案内している。なお、軽電鉄議政府駅は1号線議政府駅との正式な乗り換え駅とされていない。
- 駅所在地は全線京畿道議政府市内。

| 駅番号 | 駅名                                  | 駅名                                   | 駅名                                                         | 駅間キロ (km) | 累計キロ (km) | 接続路線                            |
| 駅番号 | 日本語                                | ハングル                               | 英語                                                         | 駅間キロ (km) | 累計キロ (km) | 接続路線                            |
| ------ | ------------------------------------- | -------------------------------------- | ------------------------------------------------------------ | ------------- | ------------- | ----------------------------------- |
| U110   | 鉢谷駅                                | 발곡역                                 | Balgok                                                       | 0.0           | 0.0           |                                     |
| U111   | 回龍駅                                | 회룡역                                 | Hoeryong                                                     | 0.8           | 0.8           | 韓国鉄道公社：首都圏電鉄1号線 (111) |
| U112   | ポムコル駅                            | 범골역                                 | Beomgol                                                      | 0.6           | 1.4           |                                     |
| U113   | 軽電鉄議政府駅                        | 경전철의정부역                         | LRT Uijeongbu                                                | 1.0           | 2.4           |                                     |
| U114   | 議政府市庁駅                          | 의정부시청역                           | City Hall                                                    | 0.9           | 3.3           |                                     |
| U115   | 興宣駅                                | 흥선역                                 | Heungseon                                                    | 0.6           | 3.9           |                                     |
| U117   | 議政府中央駅                          | 의정부중앙역                           | Jung-ang                                                     | 1.2           | 5.1           |                                     |
| U118   | 東梧駅                                | 동오역                                 | Dong-o                                                       | 0.7           | 5.8           |                                     |
| U119   | セマル駅                              | 새말역                                 | Sae-mal                                                      | 0.7           | 6.5           |                                     |
| U120   | 京畿道庁北部庁舎駅                    | 경기도청 북부청사역                    | Gyeonggi Prov. Gov't North Ofc.                              | 0.7           | 7.2           |                                     |
| U121   | 孝子駅                                | 효자역                                 | Hyoja                                                        | 0.6           | 7.8           |                                     |
| U122   | 昆弟駅                                | 곤제역                                 | Gonje                                                        | 0.8           | 8.6           |                                     |
| U123   | 魚竜駅                                | 어룡역                                 | Eoryong                                                      | 0.9           | 9.5           |                                     |
| U124   | 松山駅                                | 송산역                                 | Songsan                                                      | 0.6           | 10.1          |                                     |
| U125   | 塔石駅                                | 탑석역                                 | Tapseok                                                      | 0.5           | 10.6          |                                     |
|        | 車両基地臨時乗降場 (複合文化融合団地) | 차량기지 임시승강장 (복합문화융합단지) | Depot Temporary Platform (Multi-Culture Convergence Complex) | 0.7           | 11.3          |                                     |

- 興宣 - 議政府中央間に新駅を設置する構想があるが、具体的な計画には至っていない。このため、駅番号U116は欠番となっている。
- 2021年10月30日に塔石駅～車両基地臨時乗降場間が延伸開業したが、車両基地臨時乗降場には駅番号が付番されていない。